# Le Mignard
Pour plus de détails, voir Fiche technique et Distribution.
Le Mignard (Danger, Go Slow) est un film muet américain réalisé par Robert Z. Leonard, sorti en 1918.

## Synopsis
Muggsy Mulane, une enfant abandonnée qui porte des vêtements de garçon, saute dans un train de marchandises après l'arrestation de Jimmy "l'anguille", le chef du gang avec qui elle travaille. Dans le village de Cottonville, Muggsy se lie d'amitié avec Tante Sarah, qu'elle découvre plus tard comme étant la mère de Jimmy. Quand Muggsy apprend que le juge Cotton, qui détient l'hypothèque sur la propriété de tante Sarah, a l'intention de la saisir, elle menace de le faire chanter, et il cède. Ensuite, Muggsy vend une partie de la propriété de tante Sarah pour beaucoup plus que ce qu'elle vaut, et finit par convaincre Jimmy de rentrer chez sa mère et de mener une vie normale.

## Fiche technique
- Titre original : Danger, Go Slow
- Titre français : Le Mignard
- Réalisation : Robert Z. Leonard
- Scénario : Robert Z. Leonard, Mae Murray
- Photographie : Allen G. Siegler
- Société de production : Universal Film Manufacturing Company
- Société de distribution : Universal Film Manufacturing Company
- Pays de production :  États-Unis
- Langue originale : anglais
- Format : Noir et blanc  — 35 mm — 1,33:1 — Film muet
- Genre : Comédie dramatique
- Durée : 60 minutes
- Dates de sortie : 
  - États-Unis : 16 décembre 1918
  - France : 3 septembre 1920
- Licence : Domaine public

## Distribution
- Mae Murray : Mugsy Mulane
- Jack Mulhall : Jimmy, l'anguille
- Lon Chaney : Bud
- Lydia Knott : Tante Sarah
- Joseph W. Girard : Juge Cotton
- Martha Mattox : Mme Pruddy